# کوماتسو

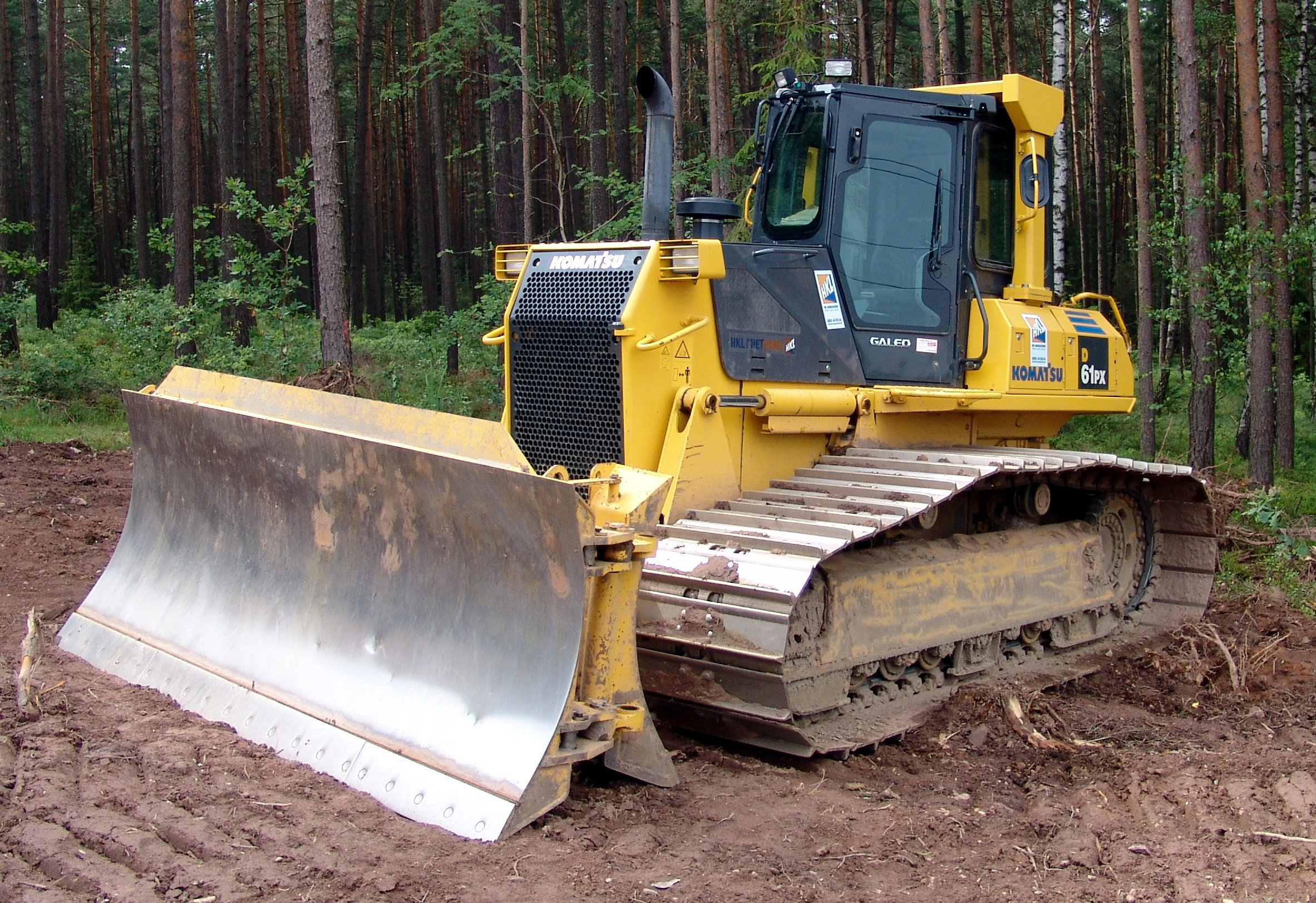
بولدوزر کوماتسو مدل ۶۱پی‌ایکس

کوماتسو (به ژاپنی: コマツ) شرکت صنایع سنگین چندملیتی ژاپنی است، که در زمینه طراحی، توسعهٔ فناوری و تولید انواع تجهیزات سنگین، موتورهای دیزل، ماشین‌آلات صنعتی، الکتروموتورها و خودروهای نظامی فعالیت می‌کند و به‌عنوان یکی از بزرگ‌ترین سازندگان بولدوزر، بیل‌مکانیکی و لودر در جهان شناخته می‌شود.
کوماتسو صاحب یک کارخانه بزرگ تولید موتورهای دیزل، قطعات هیدرولیک و اکسل به‌نام Oyama است، که نیازهای کوماتسو را تأمین می‌نماید. همچنین این کارخانه موتورهایی را نیز با طراحی کامینز، در قالب سرمایه‌گذاری مشترک کوماتسو و کامینز برای به‌کارگیری در ماشین‌آلات تولید کوماتسو، تولید می‌کند.
کوماتسو به‌علاوه صاحب کارخانه‌ای برای تولید گیربکس و اکسل به‌نام کارخانهٔ Awazu است که به‌جز تولید این دو مجموعه، ساخت گریدر، بیل‌مکانیکی، بولدوزر و لودر نیز در این کارخانه انجام می‌شود اما مهندسی و تولید گیربکس‌های کوماتسو تنها در این کارخانه انجام می‌شود. در این واحد تولیدی به‌علاوه، تولید بویلرهای ویژهٔ سوزاندن زیست‌توده نیز انجام می‌گیرد.
این شرکت ، پس از کاترپیلار، بزرگ‌ترین سازنده ماشین‌آلات راه‌سازی و استخراج معادن در جهان، به‌شمار می‌آید. کوماتسو در سال ۱۹۱۷ در حومه شهر توکیو پایتخت ژاپن، بنیان گذاشته شد. اکنون سهام این شرکت در بازار بورس توکیو دادوستد می‌شود و به‌عنوان جزئی از شاخص‌های نیکی ۲۲۵ و تاپیکس ۱۰۰ (که به ۱۰۰ شرکت برتر ژاپن اشاره دارد) محسوب می‌شود.

## نگارخانه

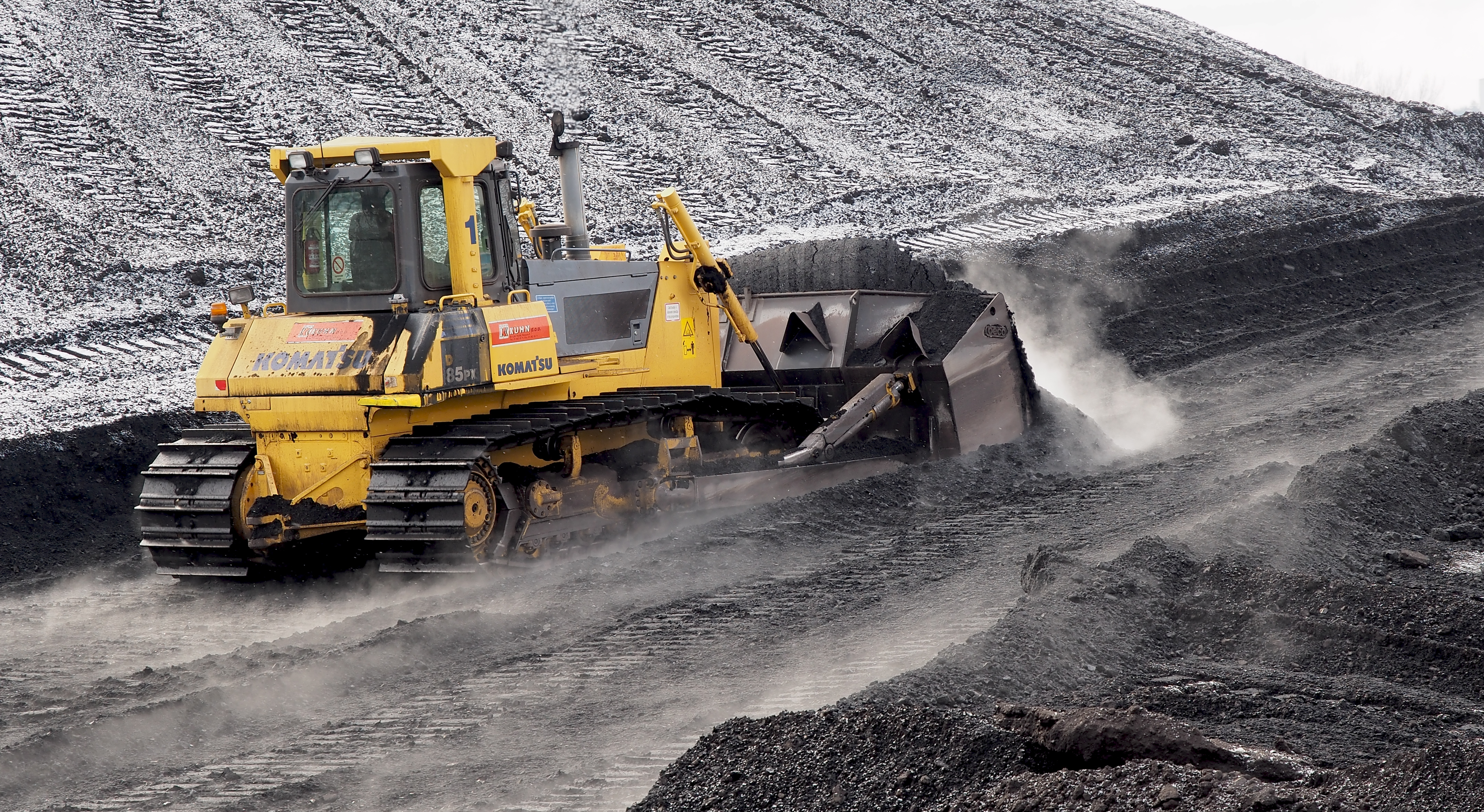
بولدوزر کوماتسو درحال بردن زغال‌سنگ به نیروگاه
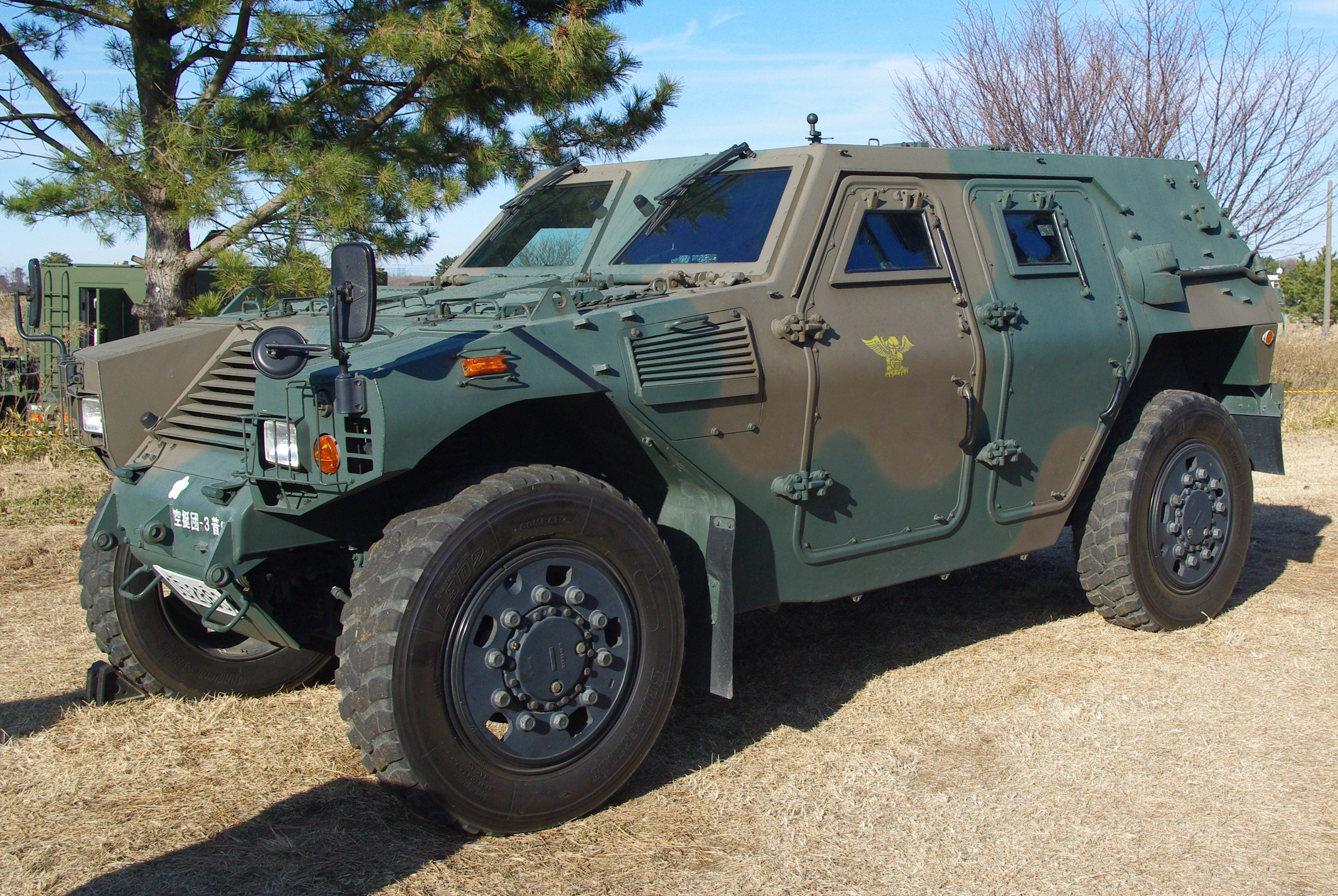
خودروی زره‌پوش کوماتسو
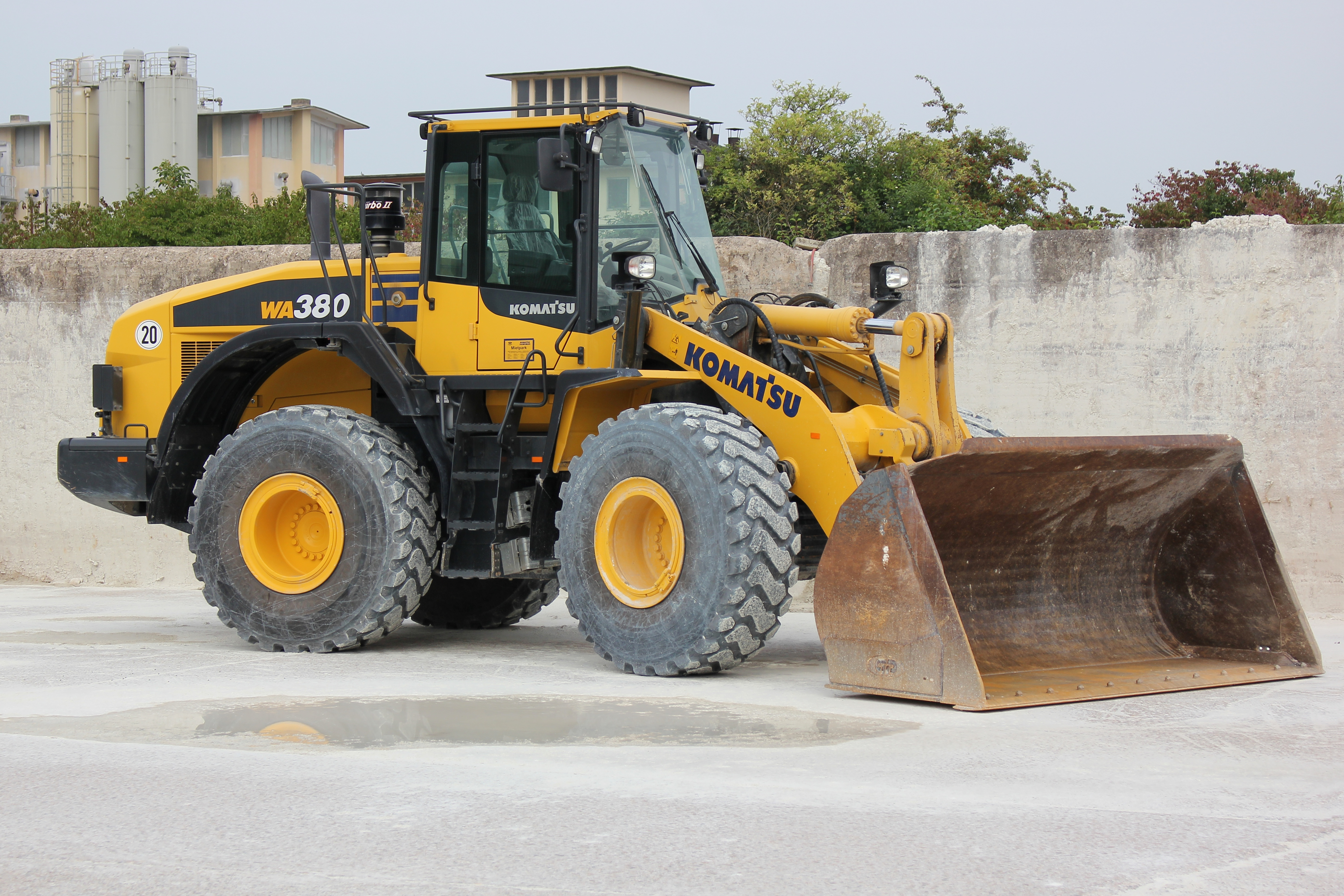
لودر WA 380 کوماتسو
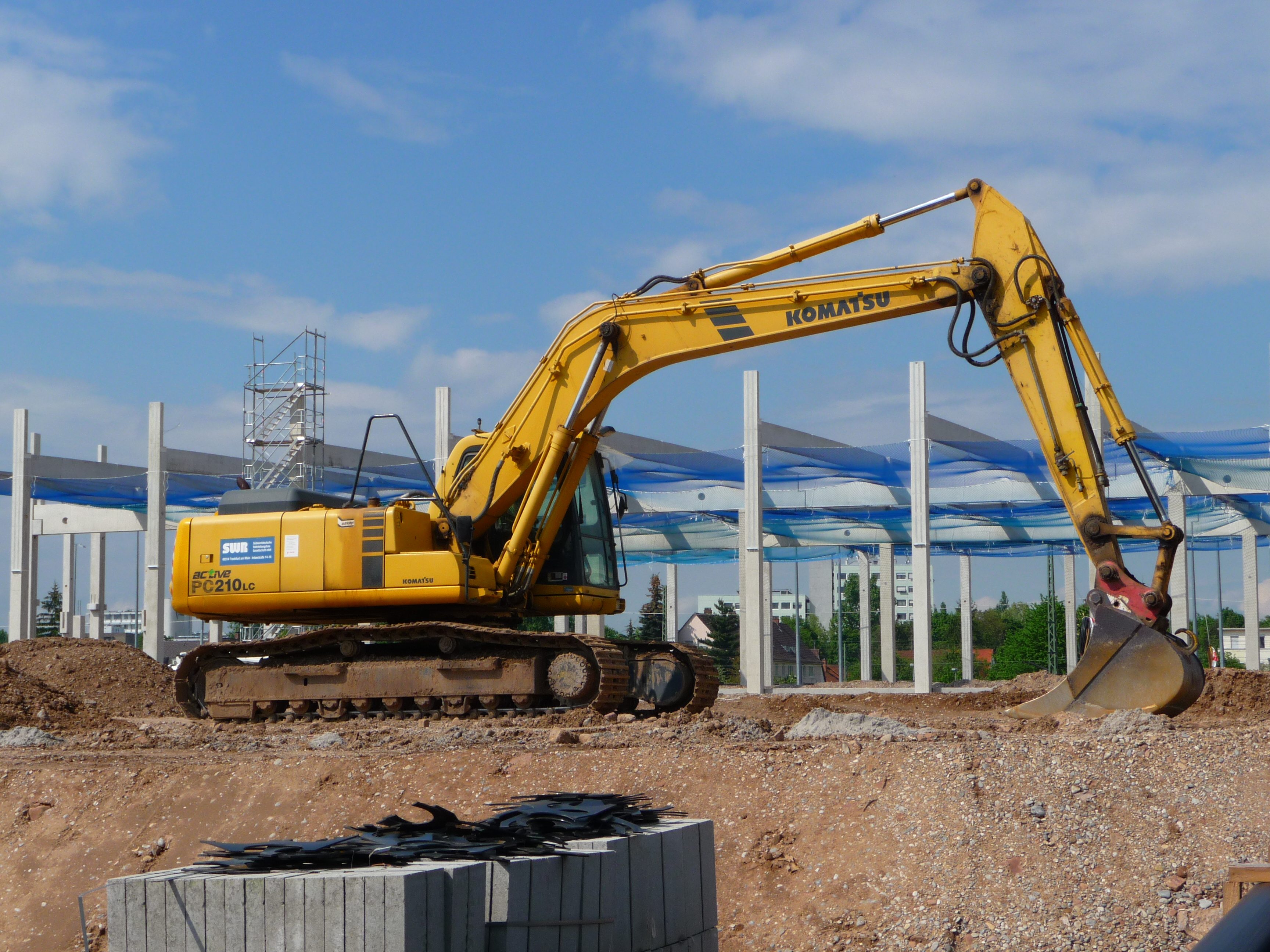
بیل کوماتسو PC210 LC در سن‌آنتونیو، تگزاس
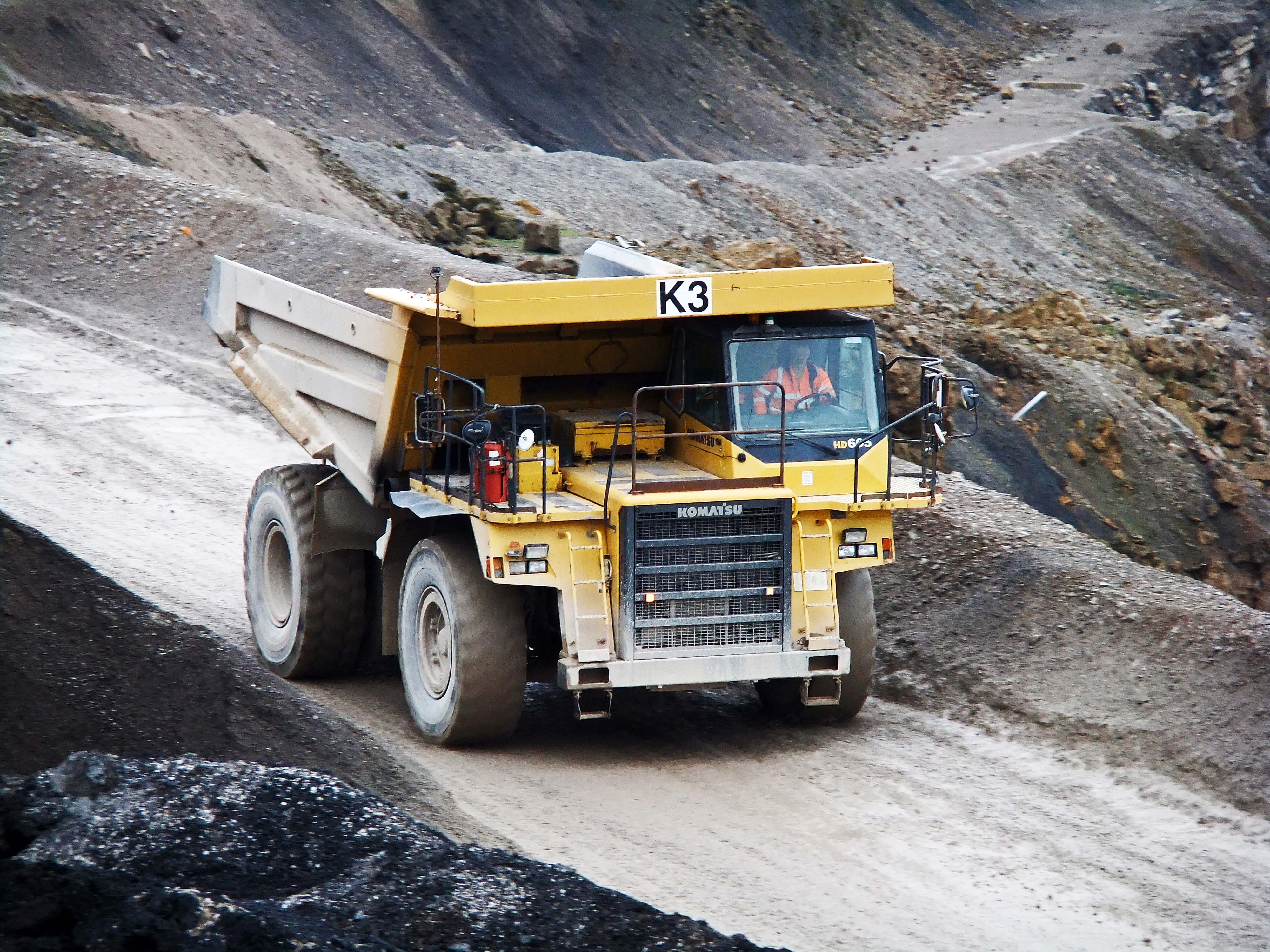
دامپتراک HD605 کوماتسو